# 달콤한 악녀가 나에게 왔다
《달콤한 악녀가 나에게 왔다》는 2005년 4월 8일에 MBC에서 방영한 베스트극장이다.

## 등장 인물

### 주요 인물
- 신성우 : 성원 역 - 변호사
- 이영은 : 영지 역

### 그 외 인물
- 정욱 : 성원의 장인 역
- 김복희 : 성원의 어머니 역
- 김형범 : 광태 역 - 영지의 사기꾼 동업자
- 이광호
- 이성호 : 법무법인 대표 역
- 이옥정 : 법무법인 대표의 비서 역
- 안세미 : 성원의 아내 역
- 이관영
- 박팔영
- 최성웅
- 김종호

## 참고 사항
- 이 드라마를 끝으로 MBC 베스트극장이 종료되었다가 이후 약 7개월 만인 2005년 10월 29일에 8부작으로 만들어진 《태릉선수촌》으로 재계되었다.